# Wes Santee
Pour les articles homonymes, voir Santee.
David Wesley « Wes » Santee  (né le 25 mars 1932 à Ashland et mort le 14 novembre 2010 à Eureka) est un athlète américain spécialiste des courses de demi-fond.

## Biographie
Le 4 juin 1954, à Compton, Wes Santee établit un nouveau record du monde du 1 500 m en 3 min 42 s 8 à l'occasion d'un mile qu'il conclut en 4 min 00 s 6, signant alors le deuxième meilleur temps après le Britannique Roger Bannister, seul athlète à couvrir la distance en moins de quatre minutes. Vainqueur des championnats NCAA en 1952 et 1953, et des Championnats des États-Unis en 1952, 1953 et 1955, il remporte la médaille d'argent des Jeux panaméricains de 1955 et s'incline dès les séries lors des Jeux olympiques d'été de 1956.
Il est élu au Temple de la renommée de l'athlétisme des États-Unis en 2005.

### Palmarès
| Date | Compétition        | Lieu   | Résultat | Épreuve |
| ---- | ------------------ | ------ | -------- | ------- |
| 1955 | Jeux panaméricains | Mexico | 2e       | 1 500 m |

### Records
| Épreuve | Performance  | Lieu    | Date |
| ------- | ------------ | ------- | ---- |
| 1 500 m | 3 min 42 s 8 | Compton | 1954 |
| Mile    | 4 min 00 s 5 |         | 1955 |